# إد سويني (مدير فني)
إد سويني (بالإنجليزية: Ed Sweeney)‏ هو مدير فني أمريكي، ولد في 26 أبريل 1949، وتوفي في 28 يناير 2017 بسبب ورم نخاعي متعدد.